# Maxhütte-Haidhof
Maxhütte-Haidhof est une ville de Bavière (Allemagne), située dans l'arrondissement de Schwandorf, dans le district du Haut-Palatinat.